# 연서초등학교 (세종)
연서초등학교는 대한민국 세종특별자치시 연서면 신대리에 있는 공립 초등학교이다.

## 학교 연혁
- 1935년 5월 30일 연서공립보통학교 개교
- 1938년 4월 1일 연서공립심상소학교로 개칭
- 1941년 4월 1일 연서공립국민학교로 개칭
- 1950년 3월 10일 연서국민학교로 개칭
- 1981년 3월 12일 병설유치원 개원
- 1996년 3월 1일 연서초등학교로 개칭
- 1998년 6월 19일 유치원 교실 신축
- 1999년 4월 20일 분수대 설치
- 2002년 3월 1일 특수학급(1학급) 신설
- 2020년 1월 7일 제82회 졸업(총 4,807명)
- 2020년 3월 1일 초등학교 12학급(특수학급 1학급), 유치원 1학급 편성

## 참고 자료
- 연서초등학교 - 한국교육학술정보원 학교알리미